# Josef Lütkenhorst
Josef Gerhard Lütkenhorst (ur. 1893, zm. ?) – zbrodniarz nazistowski, członek załogi niemieckiego obozu koncentracyjnego Dachau i SS-Rottenführer.
Członek NSDAP (od 1933) i Waffen-SS (od 15 lutego 1944). Od sierpnia 1944 do kwietnia 1945 pełnił służbę w Kaufering I, podobozie KL Dachau. Był między innymi konwojentem drużyn roboczych w komandzie, kierowanym przez Otto Molla.
W procesie członków załogi Dachau (US vs. Johann Kastner i inni), który miał miejsce w dniach 4–9 września 1947 przed amerykańskim Trybunałem Wojskowym w Dachau skazany został na 3 lata pozbawienia wolności za znęcanie się nad więźniami, między innymi za pobicie kolbą karabinu więźnia narodowości litewskiej jesienią 1944.